# طين خليجي

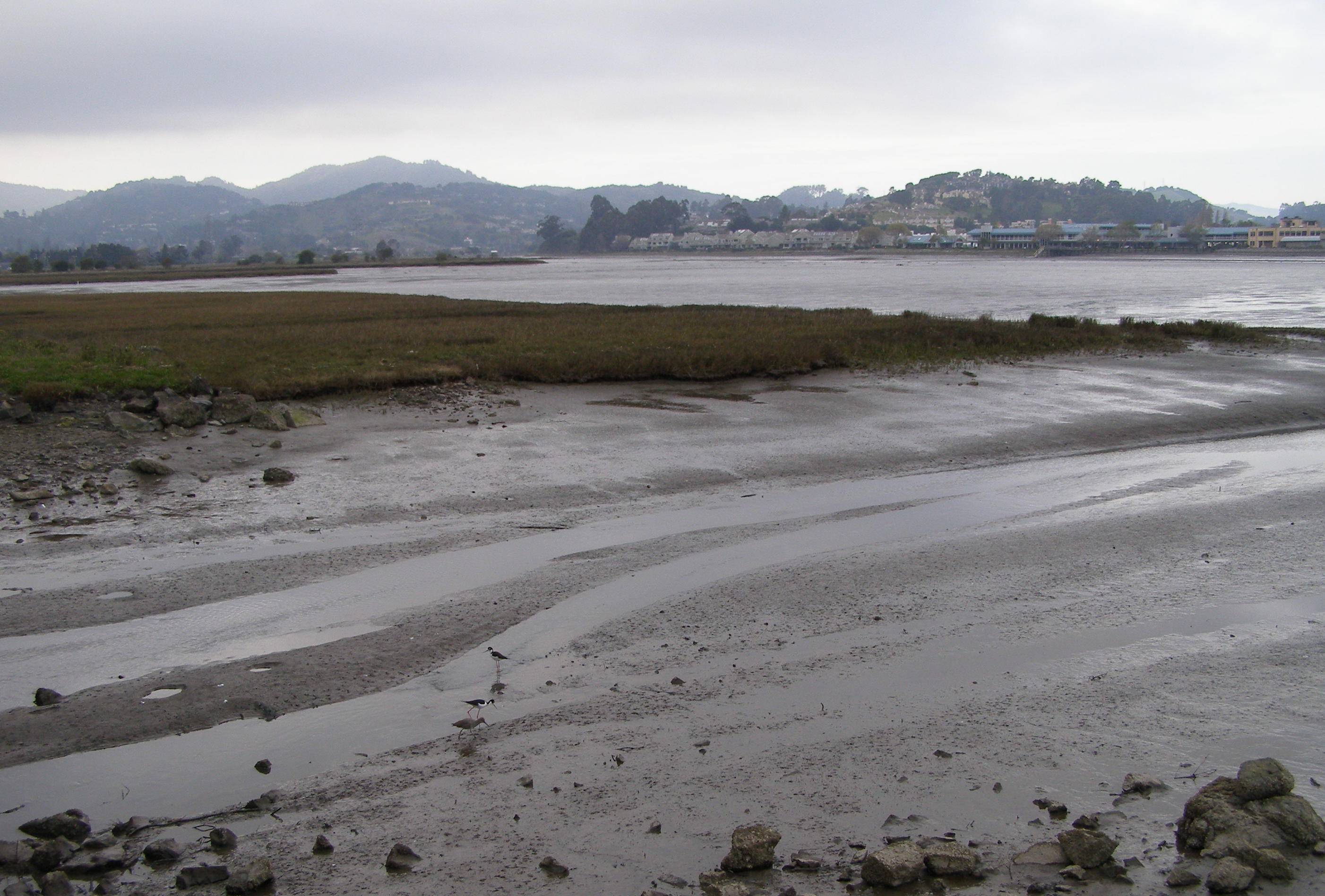
تُظهر هذه الصورة من خليج ريتشاردسون طبقات مكشوفة من الطين الخليجي.

يتكون الطين الخليجي من رواسب سميكة من الغرين الطيني الناعم غير المتماسك، والذي يكون مشبعًا بالمياه؛ تقع طبقات التربة هذه في قاع مصبات خليجية معينة، والتي توجد عادةً في مناطق معتدلة مناخية شهدت دورات جليدية دورية.
ومن الأمثلة على مناطق الطين الخليجي: خليج كيب كود، ومحمية تشونجمينج دونغتان في مدينة شانغهاي الصينية، وكذلك حوض أركين في موريتانيا، وقناة برستل في بريطانيا، وجزيرة ماندو في بحر وادن التابع للدنمارك، كما يوجد الطين الخليجي في الولايات المتحدة الأمريكية في خليج فلوريدا وخليج سان فرانسيسكو وخليج فندي وخليج كاسكو وخليج بينوبسكوت وخليج مورو.
تتميز طينة الخليج بانخفاض قوة القص وارتفاع في قابلية الانضغاط وانخفاض النفاذية، مما يجعلها منطقة خطرة للبناء عليها في المناطق النشطة زلزاليًا مثل منطقة خليج سان فرانسيسكو. وتبلغ الكثافة النموذجية لطينة الخليج حوالي 1.3 غ/سم³.
غالبًا ما يحتوي الطين الخليجي على نسبة عالية من المواد العضوية، نتيجة تحلل الكائنات الحيّة في أعماق منخفضة. وقد تحتوي أيضًا على كائنات حية عندما توجد في طبقات التربة العليا، وتكون مكشوفة بسبب انخفاض المد والجزر؛ وحينها يُطلق على المنطقة اسم سهل طيني، وهي منطقة بيئية مهمة لطيور الخواضات والعديد من أنواع الكائنات البحرية. لم يعطى اهتمام كبير لتكون الطين الخليجي العميق حتى الستينيات والسبعينيات من القرن العشرين، وخلالها زاد التعدي على التنمية في بعض الخلجان في أمريكا الشمالية، مما تطلب تصميمًا جيوتقنيًا للأساسات.
يوجد للطين الخليجي اختصار جيولوجي رسمي خاص به: التسمية الخاصة بالطين الخليجي القديم من العصر الرباعي هي Qobm والاختصار الخاص بالطين الخليجي الأقل عمرًا من العصر الرباعي هو Qybm، وغالبًا ما توجد طبقة من الطمي فوق الطين الخليجي القديم.
في ما يتعلق بالقنوات المائية فإن من الضروري جرف قاع الخليج من الطين ونقل المواد المحفورة إلى موقع بديل. في هذه الحالة، يتم إجراء التحليلات الكيميائية عادة على طين الخليج لتحديد ما إذا كانت هناك مستويات مرتفعة من المعادن الثقيلة أو ثنائي الفينيل متعدد الكلور أو غيرها من المواد السامة المعروفة بتراكمها في القيعان. ومن المألوف تجريف نفس القناة بشكل متكرر (على فترة تتراوح بين 10 إلى 30 عامًا) نظرًا لأن الرواسب المستقرة أكثر عرضة لإعادة الترسيب في قاع الوادي المفتوح.

## طرق التكون

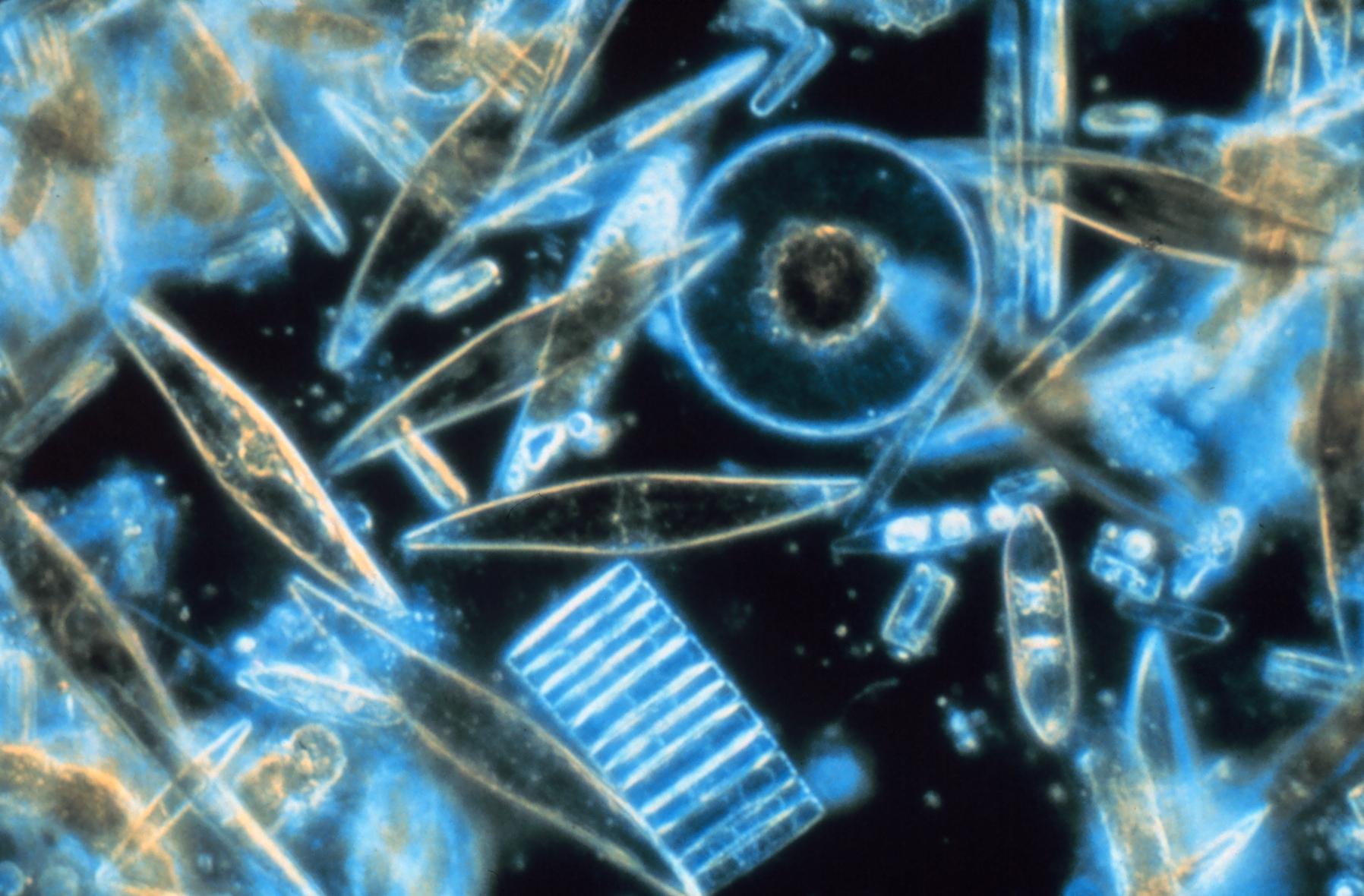
تشكل الدياتومات المتحللة أحد مكونات طين الخليج.

ينشأ الطين الخليجي بطريقتين، الأولى بفعل رواسب الطمي من الطين الرمل التي نشأت من الأنهار التي تصب في خليج معين. ويتراوح مدى هذه الرواسب غير المتماسكة بين الفترات الجليدية عادةً في جميع أنحاء الخليج إلى مدى الأهوار المحيطة تاريخيًا بها. أما الطريقة الثانية هو أنه في فترات التجلد الشديد، قد تشكل رواسب الطمي والرمال والحتات العضوي وغير العضوي (مثل تحلل الدياتومات في مصبات الأنهار) طبقة منفصلة مميزة. وبالتالي فإن طينات الخليج تشكل سجلات زمنية مهمة للنشاط الجليدي وتدفق الأنهار طوال فترة العصر الرباعي.